# 음력 2월 19일
음력 2월 19일은 음력 2월의 19번째 날이다.

## 사건
- 2014년 - 서울특별시 송파구 송파구청 사거리에서 올림픽공원으로 달리는 3318번 버스와 하남시소속 30-1번 버스가 추돌하였다. 이 사고로 2명이 사망하고 17명이 부상당하였다.

## 문화
- 2007년 - EBS english 개국.

## 탄생
- 1980년 - 대한민국의 배우 공효진.
- 1989년 - 대한민국의 배우 조동인.
- 1991년 - 대한민국의 가수 표혜미(나인뮤지스).
- 1993년 - 대한민국의 가수 백아연.

## 같이 보기
- 음력 360일: 1월 2월 3월 4월 5월 6월 7월 8월 9월 10월 11월 12월
- 전날:2월 18일 다음날:2월 20일 - 전달:1월 19일 다음달:3월 19일
- 양력:2월 19일
- 음력, 윤달